# Terpnistrioides
Terpnistrioides is een geslacht van rechtvleugeligen uit de familie sabelsprinkhanen (Tettigoniidae). De wetenschappelijke naam van dit geslacht is voor het eerst geldig gepubliceerd in 1980 door Ragge.

## Soorten
Het geslacht Terpnistrioides  is monotypisch en omvat slechts de volgende soort:
- Terpnistrioides tuberculata (Chopard, 1954)